# Summer Breeze (песня)
Summer Breeze — третий сингл американской готик-метал группы Type O Negative, третий и последний с альбома 1993 года Bloody Kisses. Песня является кавером на группу Seals & Crofts, однако песня сильно отличается от оригинала: ниже темп, более низкая тональность, изменённые мелодии всех инструментов. Питер Стил написал новый, издевательски-шуточный текст и назвал эту версию «Summer Girl», но первоначальным авторам песни не понравились сексуальные намёки и строки про то, как «Пьяный Кенни Хикки валяется на дороге», поэтому на альбом вошла версия с первоначальным текстом. На концертах группы часто исполнялась версия Стила.

## Список композиций
- «Summer Breeze»
- «Summer Breeze» (более длинная версия)
- «Blood & Fire» (альтернативный вариант песни)
- «Christian Woman» (перемонтирована)

## Участники записи
- Питер Стил — вокал, бас-гитара
- Джош Сильвер — клавишные, бэк-вокал
- Кенни Хики — гитара, бэк-вокал
- Сол Абрускато — ударные, перкуссия